# مدفن کرم‌های شب‌تاب
مدفن کرم‌های شب‌تاب (به ژاپنی: 火垂るの墓) یک فیلم تراژدی انیمه به کارگردانی و نویسندگی ایسائو تاکاهاتا است. این نخستین فیلم تولیدشده توسط شینچوشا است که کارهای تولیدی انیمهٔ آن در استودیو جیبلی انجام شده‌است. این اثر یک فیلم اقتباسی از رمانِ شبه خودزندگی‌نامهٔ مدفن کرم‌های شب‌تاب نوشتهٔ آکیوکی نوساکا است که با هدف عذرخواهی شخصی او از خواهرش که در جنگ جهانی دوم بر اثر سوءتغذیه جان باخت نوشته شده‌است. این انیمه اغلب به عنوان یک فیلم ضدجنگ شناخته می‌شود اما این برداشت مورد نقد برخی منتقدان و کارگردان آن قرار گرفته‌است.
مدفن کرم‌های شب‌تاب نقدهای مثبتی از منتقدان فیلم کسب کرد. راجر ایبرت از شیکاگو سان-تایمز از این فیلم به عنوان یکی از بهترین و قوی‌ترین فیلم‌های ضدجنگ در طول تاریخ یاد می‌کند و در سال ۲۰۰۰ میلادی آن را در فهرست بهترین فیلم‌هایش جای داد.

## داستان

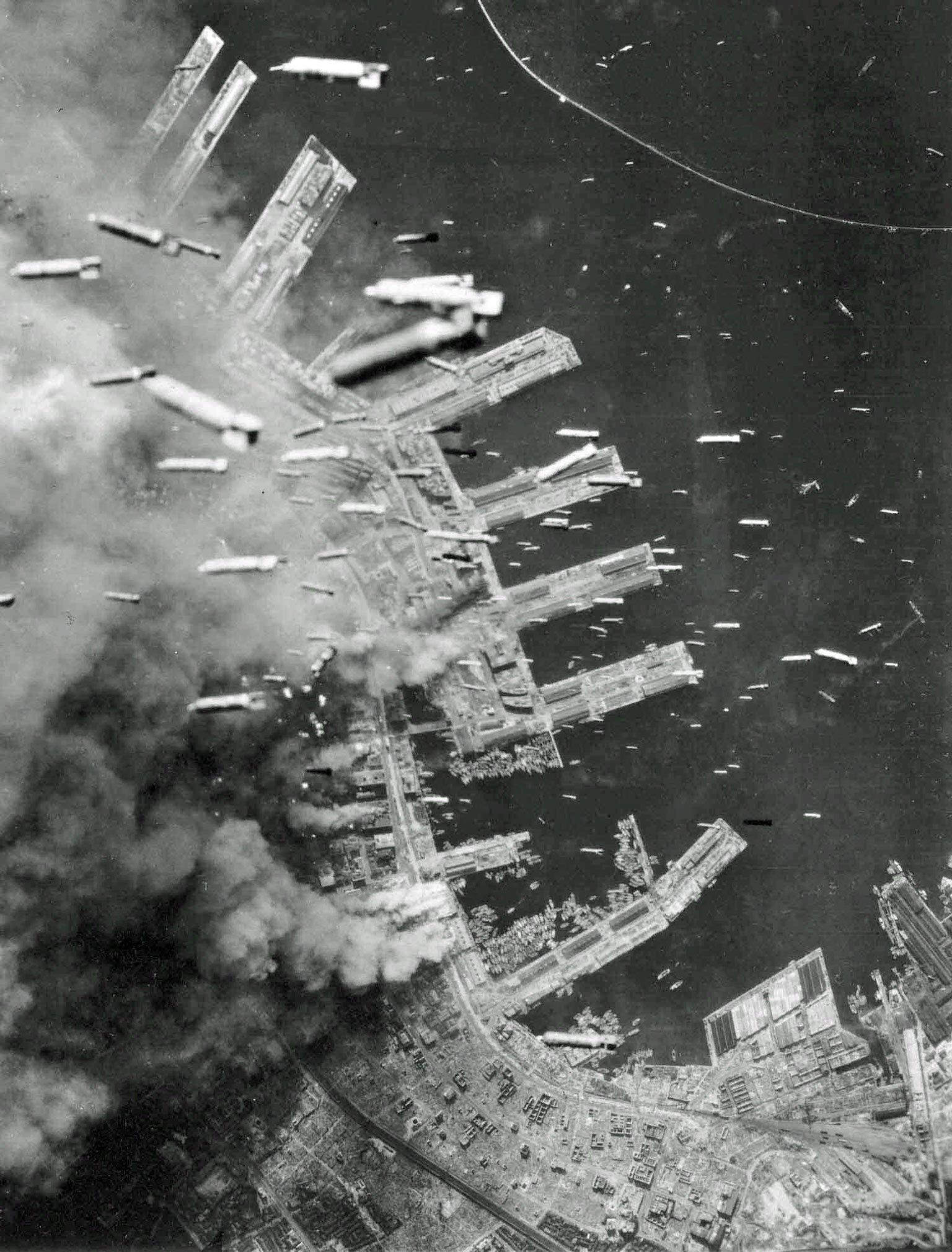
بمب های آتش زا بر فراز شهر کوبه ژاپن

ماجرای فیلم که عمدتاً در ژاپن و در زمان جنگ جهانی دوم رخ می‌دهد، روایت پسری جوانی به نام سیتا است که پس از مرگ مادرش می‌خواهد از خواهر کوچکترش ستسوکو مراقبت کند.
داستان از یک حملهٔ هوایی به ژاپن آغاز می‌شود. سیتا به همراه ستسوکو به پناهگاه می‌روند و منتظر آرام شدن اوضاع می‌مانند. وقتی وضعیت دوباره به حالت عادی برمی گردد، آن‌ها به دنبال مادرشان که زودتر به پناهگاه رفته بود می‌گردند اما او را درحالی که به شدت زخمی شده در یک بیمارستان پیدا می‌کنند. مادر چند روز بعد جان خود را از دست می‌دهد و از آنجا که پدر هم در نیروی دریایی مشغول خدمت است، سیتا مجبور می‌شود به همراه خواهرش پیش عمه‌شان زندگی کنند. عمه در ابتدا آن‌ها را با آغوش باز می‌پذیرد اما به مرور زمان که زندگی در شرایط جنگ سخت‌تر می‌شود، رفتارش با آن‌ها بدتر می‌شود. از مهم‌ترین دلایل رفتارش هم کار نکردن سیتا برای غذایی است که در خانه اش می‌خورد.
سیتا که رفتارهای ناشایست عمه‌اش را می‌بیند، به همراه ستسوکو از خانه عمه به یک پناهگاه متروک دور از شهر می‌رود تا مستقل زندگی کند. با گذشت زمان زندگی برای خواهر و برادر سخت می‌شود و ستسوکو که از سوء تغذیه شدید رنج می‌برد، از گرسنگی جانش را از دست می‌دهد. سیتا جسد او را می‌سوزاند و خود او نیز دو ماه پس از اتمام جنگ، در ایستگاه قطار شهر کوبه همانند خواهرش بعلت سوء تغذیه جان می‌دهد.

## صداپیشگان
| نام شخصیت                                                  | صداپیشه زبان ژاپنی | صداپیشه دوبله انگلیسی (اسکای‌پتیلت انترتیمنت/سی‌پی‌ام، ۱۹۹۸) | صداپیشه دوبله انگلیسی (توهو/سرافیم/سنتای، ۲۰۱۲) | صداپیشه دوبله فارسی (گلوری انترتینمنت) |
| ---------------------------------------------------------- | ------------------ | --------------------------------------------------------- | ----------------------------------------------- | -------------------------------------- |
| سیتا (清太)                                                | تسومو تاتسومی      | رابرت اسپنسر                                              | آدام گیبز                                       | حامد مدرس                              |
| ستسوکو (節子)                                              | آیانو شیرایشی      | کورین اور                                                 | امیلی نوز                                       | آرزو آفری                              |
| مادر سیتا و ستسوکو (清太・節子の母 Seita, Setsuko no haha) | یوشیکو شینوهارا    | ورونیکا تیلور                                             | شلی سلن-بلک                                     |                                        |
| عمه سیتا و ستسوکو (親戚の叔母さん Shinseki no obasan)      | آکمی یاماگوچی      | ایمی جونز                                                 | مارسی بانور                                     |                                        |

## جوایز
| سال  | جایزه                              | رده                | نتیجه | دریافت‌کننده     |
| ---- | ---------------------------------- | ------------------ | ----- | --------------- |
| ۱۹۸۹ | جایزه روبان آبی                    | جایزه ویژه         | برنده | ایسائو تاکاهاتا |
| ۱۹۹۴ | جشنواره بین‌المللی فیلم کودک شیکاگو | جایزه انیمیشن ژوری | برنده | ایسائو تاکاهاتا |
| ۱۹۹۴ | جشنواره بین‌المللی فیلم کودک شیکاگو | جایزه حقوق کودک    | برنده | ایسائو تاکاهاتا |